# Особняк Трапані
Особняк О. О. Трапані — пам'ятка архітектури регіонального значення кінця XIX століття в Одесі, розташована за адресою вулиця Юрія Олеші, 8 (ріг вулиць Грецької та Юрія Олеші, Приморський район).

## Історія
Особняк збудований у 1880-ті роки у стилі еклектики за проєктом архітектора І. Ф. Яценка для одеської дворянської родини Значко-Яворських, про що свідчить вензель на металевому навісі будинку. До 1900 року в будівлі перебувала «Лікарня доктора Прейсмана з сифілітичних і нашкірних хвороб».
Пізніше сюди переїхала контора «Торгового дому О. О. Трапані» з вивіскою «Пароплавство, транспортування, страхування, комісія, експедиція». Є у цього будинку характерна особливість — невелика вежа, яка облаштована в одному з його кутів. За словами сучасників, власник будинку використав це високе місце для спостереження за територією одеського порту.
У книзі «Ні дня без рядка» Юрій Олеша писав, що мешкаючи на Карантинній (за радянської влади вулиця Лизогуба, зараз — Юрія Олеші), він, будучи гімназистом, щодня по дорозі до гімназії проходив повз будинок Трапані, біля якого з самого раннього ранку вже юрмилися морські люди.
Наразі будівля є житловим будинком, також є адміністративні приміщення.

## Галерея

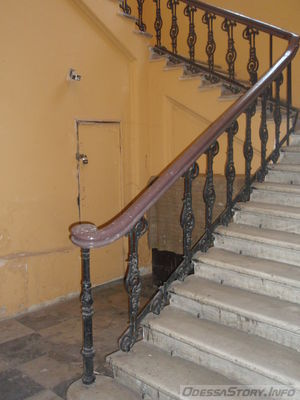
Сходи в будинку О. О. Трапані
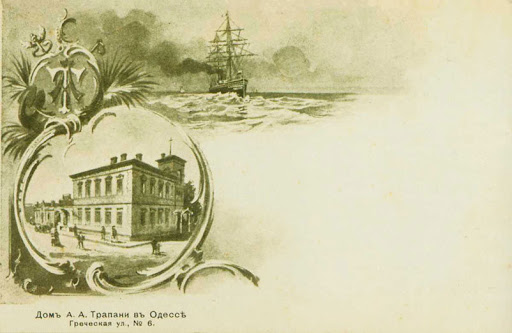
Листівка із зображенням будинку О. О. Трапані (кінець XIX ст.)
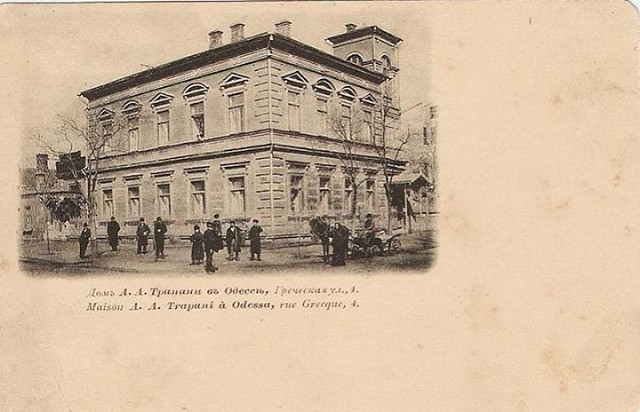
Листівка із зображенням будинку О. О. Трапані (початок XX ст.)
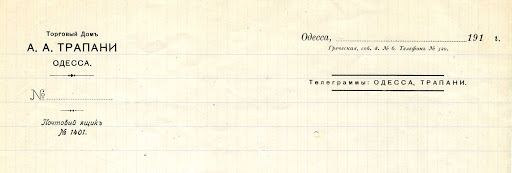
Бланк Торгового дому О. О. Трапані